# Maria Carolina van Oostenrijk (1752-1814)
Maria Carolina Louise Josephe Johanna Antonie van Habsburg-Lotharingen (Wenen, 13 augustus 1752 — Schloss Hetzendorf (Wenen), 8 september 1814) was de dochter van keizer Frans I Stefan van het Heilige Roomse Rijk en keizerin Maria Theresia. Zij was getrouwd met koning Ferdinand I der Beide Siciliën en dus koningin-gemalin van de Beide Siciliën, al was het in feite zíj die regeerde en niet haar echtgenoot.

## Jeugd

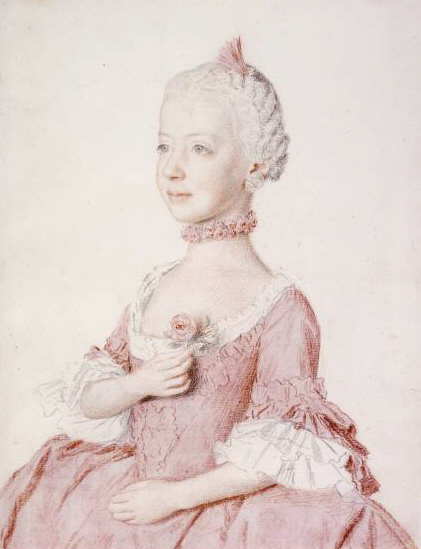
Maria Carolina als kind

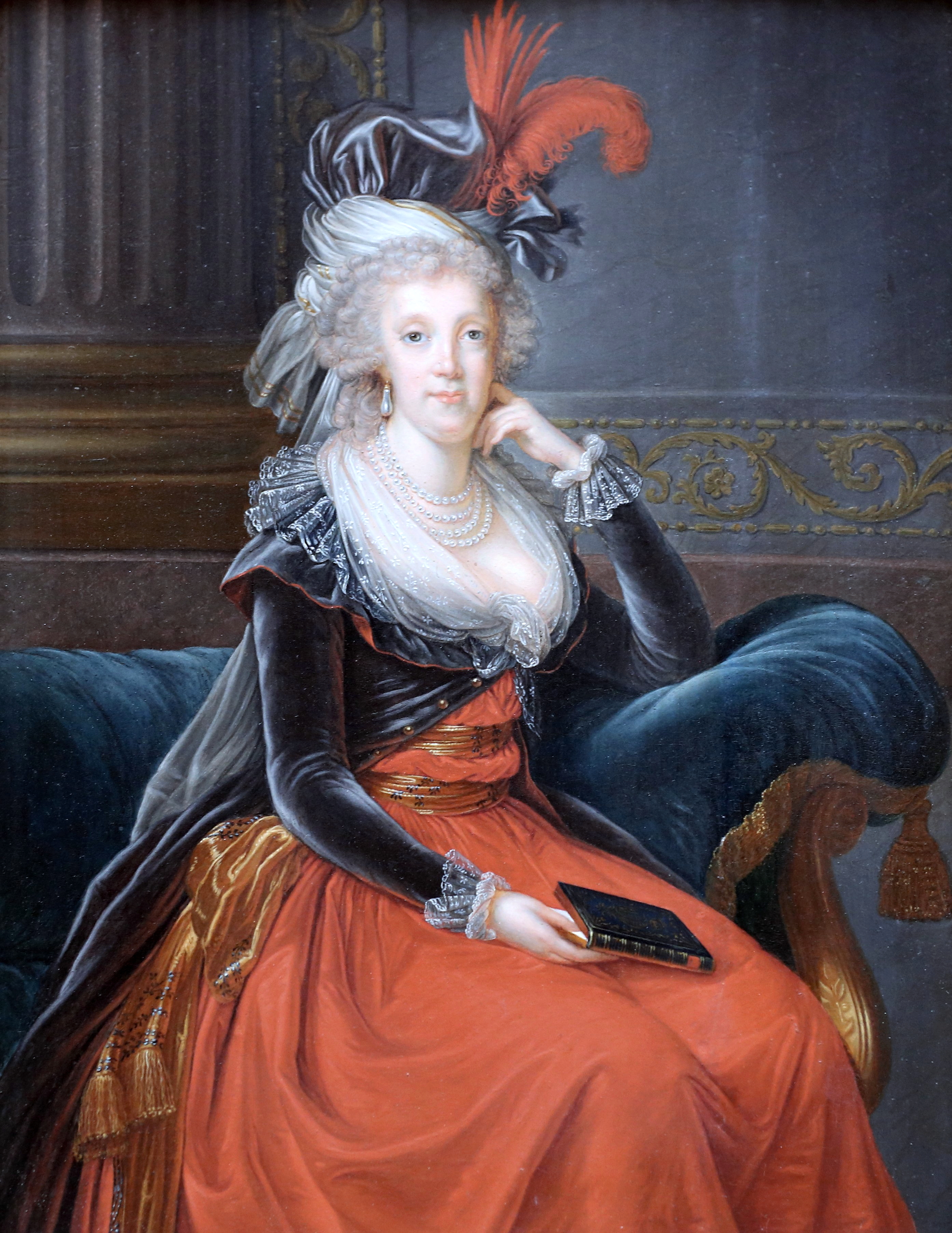
Maria Carolina op latere leeftijd.

Portret van Maria Carolina door Georg Weikert (ca. 1768)

Maria Carolina werd in 1752 aan het Weense hof geboren. Bij haar geboorte kreeg ze de titels "aartshertogin van Oostenrijk", "prinses van Toscane" en "prinses van Hongarije en Bohemen". Net als haar broers en zussen werd Maria Carolina onderworpen aan een streng scholingsprogramma dat haar moeder had opgesteld voor haar zestien kinderen. Door middel van vakken als handwerken, geschiedenis, conversatieles, wiskunde en staatskunde werden Maria Carolina en haar broers en zussen voorbereid op hun toekomstige rollen als leiders en echtgenotes. Keizerin Maria Theresia gebruikte haar veertien levende kinderen om de banden met landen als Frankrijk, Spanje, Sicilië en Parma te versterken.

### Familie
Het eerste ‘huwelijksproject’ van de keizerin was het huwelijk tussen haar zoon, de latere keizer Jozef II en infanta Maria Isabella van Bourbon (kleindochter van koning Filips V van Spanje). Vervolgens werden huwelijken gesloten tussen Leopold en prinses Maria Louisa van Spanje (dochter van Karel III van Spanje) en tussen Ferdinand en hertogin Maria Beatrice d'Este (dochter van Ercole III d'Este).
De huwelijken van Maria Carolina’s broers waren gemakkelijk te regelen. De keizerin wist echter niet zo snel geschikte echtgenoten voor haar dochters te vinden: haar oudste dochter Maria Anna had bijvoorbeeld een slechte gezondheid en bleef hierdoor ongehuwd, en Maria Elisabeth overleed nog voordat haar huwelijk met koning Lodewijk XV van Frankrijk rond was. Maria Christina had als enige zelf haar echtgenoot uit kunnen kiezen, maar aartshertogin Maria Amalia werd met veel weerstand gedwongen de hertog van Parma te huwen. Johanna Gabriela werd vervolgens uitgehuwelijkt aan koning Ferdinand I der Beide Siciliën, maar stierf aan de pokken. Dus werd een verloving tussen Ferdinand en aartshertogin Maria Josepha geregeld. Deze stierf echter ook aan de pokken, waardoor Maria Carolina uiteindelijk werd aangewezen als de toekomstige koningin van de Beide Siciliën. Als laatste werd een huwelijk tot stand gebracht tussen Maria Carolina’s lievelingszus Maria Antonia (Marie Antoinette) en de Franse koning Lodewijk XVI. Marie Antoinette en Maria Carolina waren elkaar van al de kinderen van Maria Theresia het naast. Zij correspondeerden veel.

## Koningin van de Beide Siciliën
In tegenstelling tot haar twee zusters overleefde Maria Carolina haar verloving wel. Op 12 mei 1768 trouwde ze met Ferdinand I, koning van Napels en de Beide Siciliën. In tegenstelling tot haar echtgenoot was Maria Carolina zeer intelligent, evenzo als haar moeder. Van haar intelligentie maakte zij handig gebruik en wist via haar echtgenoot het koninkrijk te besturen. In het huwelijkscontract was vastgelegd dat Maria Carolina na de geboorte van haar eerste zoon een stem zou krijgen in de Raad van State. Dit gebeurde in 1777, toen ze een erfgenaam baarde; de latere koning Frans I der Beide Siciliën. In haar nieuwe positie als lid van de Raad van State genoot ze nog meer politieke macht. Maria Carolina had zich onder meer ten doel gesteld Napels van de invloed van Spanje te ontdoen en de goede banden met Oostenrijk en Engeland te herstellen.
De Toscaanse markies Bernardo Tanucci zag de invloed van Maria Carolina als een grote bedreiging voor het koninkrijk en probeerde deze dan ook in te perken. Hij werd dan ook in 1777 ontslagen. De Engelsman John Acton, die sinds 1779 de marine leidde, steunde de koningin in haar plannen met betrekking tot haar buitenlandse politiek. Op die manier wist hij veel invloed op haar te krijgen, waardoor hij veel politieke macht verkreeg. Hij werd uiteindelijk ook officieel premier en was verantwoordelijk voor het politieke verval van het koninkrijk.
Maria Carolina en de regering stonden niet negatief tegenover de in 1789 uitgebroken Franse Revolutie, sterker nog; de revolutionaire ideeën stonden de koningin wel aan. Dit veranderde echter toen de Franse koning werd afgezet en gevangengenomen. Haar haatgevoelens tegen de revolutionairen werden vervolgens alleen maar versterkt toen de koning én zijn echtgenote, Maria Carolina's zuster, werden vermoord. Maria Carolina was diep geschokt door de moord op haar zus en gebruikte haar echtgenoot dan ook om het land mee te laten doen aan de Eerste Coalitie tegen Frankrijk. In 1796 sloten de landen weer vrede.
In 1799 vond er in Napels een kleine revolutie plaats. Ferdinand werd met de hulp van de adel en de bourgeoisie van de troon gestoten door de Fransen. Vervolgens werd in januari de Parthenopeïsche Republiek uitgeroepen. De revolutie was echter van korte duur; in juni wist het leger Napels weer te veroveren. De koning en vooral koningin zorgden ervoor dat de rebellen geen genade werd getoond; door gebruik te maken van Lady Emma Hamilton, de minnares van de Britse admiraal Horatio Nelson, wisten ze de admiraal zover te krijgen dat hij honderden rebellen aan hen overdroeg. De meesten werden na hun gevangenname opgehangen.
In 1806 werd Ferdinand afgezet als koning van Napels door de Franse keizer Napoleon Bonaparte. Tot 1812 wist ze wat van haar macht in Sicilië te behouden. In dat jaar trad haar echtgenoot namelijk af en wees hun zoon Frans als koning aan, waardoor Maria Carolina haar invloed verloor. Ze werd verbannen naar haar moederland Oostenrijk, waar ze in 1814 stierf. Met haar dood verloor haar echtgenoot zijn belangrijkste adviseur.

## Kinderen
Uit het huwelijk van Maria Carolina en Ferdinand werden 18 kinderen geboren:
- Maria Theresia (1772-1807), gehuwd met keizer Frans II
- Louisa Maria (1773-1802), gehuwd met groothertog Ferdinand III van Toscane
- Karel (1775-1778)
- Maria Anna (1775-1780)
- Frans (1777-1830), koning der Beide Siciliën
- Maria Christina van Bourbon-Sicilië (1779-1849), gehuwd met koning Karel Felix van Sardinië
- Maria Christina Theresa van Bourbon-Sicilië (1779-1783)
- Karel (1780-1789)
- Jozef (1781-1783)
- Marie Amelie (1782-1866), gehuwd met koning Lodewijk Filips I van Frankrijk
- Naamloos, doodgeboren kind (1783)
- Maria Antonia (1784-1806), gehuwd met koning Ferdinand VII van Spanje
- Maria Clotilda (1786-1792)
- Maria Henriëtta (1787-1792)
- Karel (1788-1789)
- Leopold (1790-1851), gehuwd met zijn nicht Marie Clementine van Oostenrijk (dochter van keizer Frans II)
- Albert (1792-1798), verdronken
- Maria Isabella (1793-1801)

## Kwartierstaat
| Karel V van Lotharingen (1643-1690) | Karel V van Lotharingen (1643-1690) | Karel V van Lotharingen (1643-1690) | Karel V van Lotharingen (1643-1690) | Karel V van Lotharingen (1643-1690)   | Karel V van Lotharingen (1643-1690)   | Eleonora van Oostenrijk (1653-1697)   | Eleonora van Oostenrijk (1653-1697)   | Eleonora van Oostenrijk (1653-1697)     | Eleonora van Oostenrijk (1653-1697)     | Eleonora van Oostenrijk (1653-1697)        | Eleonora van Oostenrijk (1653-1697)        |                                            |                                            | Filips van Orléans (1640-1701)             | Filips van Orléans (1640-1701)             | Filips van Orléans (1640-1701)              | Filips van Orléans (1640-1701)              | Filips van Orléans (1640-1701)              | Filips van Orléans (1640-1701)              | Elisabeth Charlotte van de Palts (1652-1722) | Elisabeth Charlotte van de Palts (1652-1722) | Elisabeth Charlotte van de Palts (1652-1722) | Elisabeth Charlotte van de Palts (1652-1722) | Elisabeth Charlotte van de Palts (1652-1722) | Elisabeth Charlotte van de Palts (1652-1722) |                                           |                                           | Leopold I van Oostenrijk (1640-1705)      | Leopold I van Oostenrijk (1640-1705)      | Leopold I van Oostenrijk (1640-1705) | Leopold I van Oostenrijk (1640-1705) | Leopold I van Oostenrijk (1640-1705) | Leopold I van Oostenrijk (1640-1705) | Eleonora van Palts-Neuburg (1655-1720) | Eleonora van Palts-Neuburg (1655-1720) | Eleonora van Palts-Neuburg (1655-1720) | Eleonora van Palts-Neuburg (1655-1720) | Eleonora van Palts-Neuburg (1655-1720)    | Eleonora van Palts-Neuburg (1655-1720)    |                                             |                                             | Lodewijk Rudolf van Brunswijk-Wolfenbüttel (1671-1735) | Lodewijk Rudolf van Brunswijk-Wolfenbüttel (1671-1735) | Lodewijk Rudolf van Brunswijk-Wolfenbüttel (1671-1735)     | Lodewijk Rudolf van Brunswijk-Wolfenbüttel (1671-1735)     | Lodewijk Rudolf van Brunswijk-Wolfenbüttel (1671-1735)     | Lodewijk Rudolf van Brunswijk-Wolfenbüttel (1671-1735)     | Christine Luise van Öttingen (1671-1747)                   | Christine Luise van Öttingen (1671-1747)                   | Christine Luise van Öttingen (1671-1747) | Christine Luise van Öttingen (1671-1747) | Christine Luise van Öttingen (1671-1747) | Christine Luise van Öttingen (1671-1747) |  |  |  |  |  |  |  |  |  |  |  |  |  |  |  |  |  |  |  |  |  |  |  |  |  |  |  |  |  |  |  |  |  |  |  |  |  |  |  |  |  |  |  |  |  |  |  |  |
| Karel V van Lotharingen (1643-1690) | Karel V van Lotharingen (1643-1690) | Karel V van Lotharingen (1643-1690) | Karel V van Lotharingen (1643-1690) | Karel V van Lotharingen (1643-1690)   | Karel V van Lotharingen (1643-1690)   | Eleonora van Oostenrijk (1653-1697)   | Eleonora van Oostenrijk (1653-1697)   | Eleonora van Oostenrijk (1653-1697)     | Eleonora van Oostenrijk (1653-1697)     | Eleonora van Oostenrijk (1653-1697)        | Eleonora van Oostenrijk (1653-1697)        |                                            |                                            | Filips van Orléans (1640-1701)             | Filips van Orléans (1640-1701)             | Filips van Orléans (1640-1701)              | Filips van Orléans (1640-1701)              | Filips van Orléans (1640-1701)              | Filips van Orléans (1640-1701)              | Elisabeth Charlotte van de Palts (1652-1722) | Elisabeth Charlotte van de Palts (1652-1722) | Elisabeth Charlotte van de Palts (1652-1722) | Elisabeth Charlotte van de Palts (1652-1722) | Elisabeth Charlotte van de Palts (1652-1722) | Elisabeth Charlotte van de Palts (1652-1722) |                                           |                                           | Leopold I van Oostenrijk (1640-1705)      | Leopold I van Oostenrijk (1640-1705)      | Leopold I van Oostenrijk (1640-1705) | Leopold I van Oostenrijk (1640-1705) | Leopold I van Oostenrijk (1640-1705) | Leopold I van Oostenrijk (1640-1705) | Eleonora van Palts-Neuburg (1655-1720) | Eleonora van Palts-Neuburg (1655-1720) | Eleonora van Palts-Neuburg (1655-1720) | Eleonora van Palts-Neuburg (1655-1720) | Eleonora van Palts-Neuburg (1655-1720)    | Eleonora van Palts-Neuburg (1655-1720)    |                                             |                                             | Lodewijk Rudolf van Brunswijk-Wolfenbüttel (1671-1735) | Lodewijk Rudolf van Brunswijk-Wolfenbüttel (1671-1735) | Lodewijk Rudolf van Brunswijk-Wolfenbüttel (1671-1735)     | Lodewijk Rudolf van Brunswijk-Wolfenbüttel (1671-1735)     | Lodewijk Rudolf van Brunswijk-Wolfenbüttel (1671-1735)     | Lodewijk Rudolf van Brunswijk-Wolfenbüttel (1671-1735)     | Christine Luise van Öttingen (1671-1747)                   | Christine Luise van Öttingen (1671-1747)                   | Christine Luise van Öttingen (1671-1747) | Christine Luise van Öttingen (1671-1747) | Christine Luise van Öttingen (1671-1747) | Christine Luise van Öttingen (1671-1747) |  |  |  |  |  |  |  |  |  |  |  |  |  |  |  |  |  |  |  |  |  |  |  |  |  |  |  |  |  |  |  |  |  |  |  |  |  |  |  |  |  |  |  |  |  |  |  |  |
|                                     |                                     |                                     |                                     |                                       |                                       |                                       |                                       |                                         |                                         |                                            |                                            |                                            |                                            |                                            |                                            |                                             |                                             |                                             |                                             |                                              |                                              |                                              |                                              |                                              |                                              |                                           |                                           |                                           |                                           |                                      |                                      |                                      |                                      |                                        |                                        |                                        |                                        |                                           |                                           |                                             |                                             |                                                        |                                                        |                                                            |                                                            |                                                            |                                                            |                                                            |                                                            |                                          |                                          |                                          |                                          |  |  |  |  |  |  |  |  |  |  |  |  |  |  |  |  |  |  |  |  |  |  |  |  |  |  |  |  |  |  |  |  |  |  |  |  |  |  |  |  |  |  |  |  |  |  |  |  |
|                                     |                                     |                                     |                                     | Leopold I van Lotharingen (1679-1729) | Leopold I van Lotharingen (1679-1729) | Leopold I van Lotharingen (1679-1729) | Leopold I van Lotharingen (1679-1729) | Leopold I van Lotharingen (1679-1729)   | Leopold I van Lotharingen (1679-1729)   |                                            |                                            |                                            |                                            |                                            |                                            | Elisabeth Charlotte van Orléans (1676-1744) | Elisabeth Charlotte van Orléans (1676-1744) | Elisabeth Charlotte van Orléans (1676-1744) | Elisabeth Charlotte van Orléans (1676-1744) | Elisabeth Charlotte van Orléans (1676-1744)  | Elisabeth Charlotte van Orléans (1676-1744)  |                                              |                                              |                                              |                                              |                                           |                                           |                                           |                                           |                                      |                                      | Karel VI van Oostenrijk (1685-1740)  | Karel VI van Oostenrijk (1685-1740)  | Karel VI van Oostenrijk (1685-1740)    | Karel VI van Oostenrijk (1685-1740)    | Karel VI van Oostenrijk (1685-1740)    | Karel VI van Oostenrijk (1685-1740)    |                                           |                                           |                                             |                                             |                                                        |                                                        | Elisabeth Christine van Brunswijk-Wolfenbüttel (1691-1750) | Elisabeth Christine van Brunswijk-Wolfenbüttel (1691-1750) | Elisabeth Christine van Brunswijk-Wolfenbüttel (1691-1750) | Elisabeth Christine van Brunswijk-Wolfenbüttel (1691-1750) | Elisabeth Christine van Brunswijk-Wolfenbüttel (1691-1750) | Elisabeth Christine van Brunswijk-Wolfenbüttel (1691-1750) |                                          |                                          |                                          |                                          |  |  |  |  |  |  |  |  |  |  |  |  |  |  |  |  |  |  |  |  |  |  |  |  |  |  |  |  |  |  |  |  |  |  |  |  |  |  |  |  |  |  |  |  |  |  |  |  |
|                                     |                                     |                                     |                                     | Leopold I van Lotharingen (1679-1729) | Leopold I van Lotharingen (1679-1729) | Leopold I van Lotharingen (1679-1729) | Leopold I van Lotharingen (1679-1729) | Leopold I van Lotharingen (1679-1729)   | Leopold I van Lotharingen (1679-1729)   |                                            |                                            |                                            |                                            |                                            |                                            | Elisabeth Charlotte van Orléans (1676-1744) | Elisabeth Charlotte van Orléans (1676-1744) | Elisabeth Charlotte van Orléans (1676-1744) | Elisabeth Charlotte van Orléans (1676-1744) | Elisabeth Charlotte van Orléans (1676-1744)  | Elisabeth Charlotte van Orléans (1676-1744)  |                                              |                                              |                                              |                                              |                                           |                                           |                                           |                                           |                                      |                                      | Karel VI van Oostenrijk (1685-1740)  | Karel VI van Oostenrijk (1685-1740)  | Karel VI van Oostenrijk (1685-1740)    | Karel VI van Oostenrijk (1685-1740)    | Karel VI van Oostenrijk (1685-1740)    | Karel VI van Oostenrijk (1685-1740)    |                                           |                                           |                                             |                                             |                                                        |                                                        | Elisabeth Christine van Brunswijk-Wolfenbüttel (1691-1750) | Elisabeth Christine van Brunswijk-Wolfenbüttel (1691-1750) | Elisabeth Christine van Brunswijk-Wolfenbüttel (1691-1750) | Elisabeth Christine van Brunswijk-Wolfenbüttel (1691-1750) | Elisabeth Christine van Brunswijk-Wolfenbüttel (1691-1750) | Elisabeth Christine van Brunswijk-Wolfenbüttel (1691-1750) |                                          |                                          |                                          |                                          |  |  |  |  |  |  |  |  |  |  |  |  |  |  |  |  |  |  |  |  |  |  |  |  |  |  |  |  |  |  |  |  |  |  |  |  |  |  |  |  |  |  |  |  |  |  |  |  |
|                                     |                                     |                                     |                                     |                                       |                                       |                                       |                                       |                                         |                                         | Frans I Stefan van Lotharingen (1708–1765) | Frans I Stefan van Lotharingen (1708–1765) | Frans I Stefan van Lotharingen (1708–1765) | Frans I Stefan van Lotharingen (1708–1765) | Frans I Stefan van Lotharingen (1708–1765) | Frans I Stefan van Lotharingen (1708–1765) |                                             |                                             |                                             |                                             |                                              |                                              |                                              |                                              |                                              |                                              |                                           |                                           |                                           |                                           |                                      |                                      |                                      |                                      |                                        |                                        |                                        |                                        | Maria Theresia van Oostenrijk (1717-1780) | Maria Theresia van Oostenrijk (1717-1780) | Maria Theresia van Oostenrijk (1717-1780)   | Maria Theresia van Oostenrijk (1717-1780)   | Maria Theresia van Oostenrijk (1717-1780)              | Maria Theresia van Oostenrijk (1717-1780)              |                                                            |                                                            |                                                            |                                                            |                                                            |                                                            |                                          |                                          |                                          |                                          |  |  |  |  |  |  |  |  |  |  |  |  |  |  |  |  |  |  |  |  |  |  |  |  |  |  |  |  |  |  |  |  |  |  |  |  |  |  |  |  |  |  |  |  |  |  |  |  |
|                                     |                                     |                                     |                                     |                                       |                                       |                                       |                                       |                                         |                                         | Frans I Stefan van Lotharingen (1708–1765) | Frans I Stefan van Lotharingen (1708–1765) | Frans I Stefan van Lotharingen (1708–1765) | Frans I Stefan van Lotharingen (1708–1765) | Frans I Stefan van Lotharingen (1708–1765) | Frans I Stefan van Lotharingen (1708–1765) |                                             |                                             |                                             |                                             |                                              |                                              |                                              |                                              |                                              |                                              |                                           |                                           |                                           |                                           |                                      |                                      |                                      |                                      |                                        |                                        |                                        |                                        | Maria Theresia van Oostenrijk (1717-1780) | Maria Theresia van Oostenrijk (1717-1780) | Maria Theresia van Oostenrijk (1717-1780)   | Maria Theresia van Oostenrijk (1717-1780)   | Maria Theresia van Oostenrijk (1717-1780)              | Maria Theresia van Oostenrijk (1717-1780)              |                                                            |                                                            |                                                            |                                                            |                                                            |                                                            |                                          |                                          |                                          |                                          |  |  |  |  |  |  |  |  |  |  |  |  |  |  |  |  |  |  |  |  |  |  |  |  |  |  |  |  |  |  |  |  |  |  |  |  |  |  |  |  |  |  |  |  |  |  |  |  |
|                                     |                                     |                                     |                                     |                                       |                                       |                                       |                                       |                                         |                                         |                                            |                                            |                                            |                                            |                                            |                                            |                                             |                                             |                                             |                                             |                                              |                                              |                                              |                                              |                                              |                                              |                                           |                                           |                                           |                                           |                                      |                                      |                                      |                                      |                                        |                                        |                                        |                                        |                                           |                                           |                                             |                                             |                                                        |                                                        |                                                            |                                                            |                                                            |                                                            |                                                            |                                                            |                                          |                                          |                                          |                                          |  |  |  |  |  |  |  |  |  |  |  |  |  |  |  |  |  |  |  |  |  |  |  |  |  |  |  |  |  |  |  |  |  |  |  |  |  |  |  |  |  |  |  |  |  |  |  |  |
|                                     |                                     |                                     |                                     |                                       |                                       |                                       |                                       |                                         |                                         |                                            |                                            |                                            |                                            |                                            |                                            |                                             |                                             |                                             |                                             |                                              |                                              |                                              |                                              |                                              |                                              |                                           |                                           |                                           |                                           |                                      |                                      |                                      |                                      |                                        |                                        |                                        |                                        |                                           |                                           |                                             |                                             |                                                        |                                                        |                                                            |                                                            |                                                            |                                                            |                                                            |                                                            |                                          |                                          |                                          |                                          |  |  |  |  |  |  |  |  |  |  |  |  |  |  |  |  |  |  |  |  |  |  |  |  |  |  |  |  |  |  |  |  |  |  |  |  |  |  |  |  |  |  |  |  |  |  |  |  |
| Keizer Jozef II (1741-1790)         | Keizer Jozef II (1741-1790)         | Keizer Jozef II (1741-1790)         | Keizer Jozef II (1741-1790)         | Keizer Jozef II (1741-1790)           | Keizer Jozef II (1741-1790)           |                                       |                                       | Maria Amalia van Oostenrijk (1746-1804) | Maria Amalia van Oostenrijk (1746-1804) | Maria Amalia van Oostenrijk (1746-1804)    | Maria Amalia van Oostenrijk (1746-1804)    | Maria Amalia van Oostenrijk (1746-1804)    | Maria Amalia van Oostenrijk (1746-1804)    |                                            |                                            | Keizer Leopold II (1747-1792)               | Keizer Leopold II (1747-1792)               | Keizer Leopold II (1747-1792)               | Keizer Leopold II (1747-1792)               | Keizer Leopold II (1747-1792)                | Keizer Leopold II (1747-1792)                |                                              |                                              | Maria Carolina van Oostenrijk (1752-1814)    | Maria Carolina van Oostenrijk (1752-1814)    | Maria Carolina van Oostenrijk (1752-1814) | Maria Carolina van Oostenrijk (1752-1814) | Maria Carolina van Oostenrijk (1752-1814) | Maria Carolina van Oostenrijk (1752-1814) |                                      |                                      | Ferdinand van Oostenrijk (1754-1806) | Ferdinand van Oostenrijk (1754-1806) | Ferdinand van Oostenrijk (1754-1806)   | Ferdinand van Oostenrijk (1754-1806)   | Ferdinand van Oostenrijk (1754-1806)   | Ferdinand van Oostenrijk (1754-1806)   |                                           |                                           | Marie Antoinette van Oostenrijk (1755-1793) | Marie Antoinette van Oostenrijk (1755-1793) | Marie Antoinette van Oostenrijk (1755-1793)            | Marie Antoinette van Oostenrijk (1755-1793)            | Marie Antoinette van Oostenrijk (1755-1793)                | Marie Antoinette van Oostenrijk (1755-1793)                |                                                            |                                                            | 8 zusters en 2 broers                                      | 8 zusters en 2 broers                                      | 8 zusters en 2 broers                    | 8 zusters en 2 broers                    | 8 zusters en 2 broers                    | 8 zusters en 2 broers                    |  |  |  |  |  |  |  |  |  |  |  |  |  |  |  |  |  |  |  |  |  |  |  |  |  |  |  |  |  |  |  |  |  |  |  |  |  |  |  |  |  |  |  |  |  |  |  |  |

- Bibliothèque nationale de France: cb14825712n (data)
- Gemeinsame Normdatei: 118990209
- International Standard Name Identifier: 0000 0000 8679 5350
- KulturNav: 19614507-4017-4a19-b287-617c66142253
- Library of Congress Control Number: n86095178
- Nationale Bibliotheek van Tsjechië: jo2017970735
- Nationale Bibliotheek van Israël: 987007498689305171
- Nationale Bibliotheek van Polen: a0000002025374
- Nederlandse Thesaurus van Auteursnamen: 089707303
- RKD-Nederlands Instituut voor Kunstgeschiedenis: 374719
- Istituto Centrale per il Catalogo Unico: LO1V091737
- LIBRIS: 249593
- Système universitaire de documentation: 028729943
- Union List of Artist Names: 500297632
- Virtual International Authority File: 18022160
- WorldCat: E39PBJvd7TGJYTVgY8Kjd4PqQq